# Samad (Dara)
Samad (arab. صماد) – miejscowość w Syrii, w muhafazie Dara. W 2004 roku liczyła 3098 mieszkańców.